# Bassaniana ora
Bassaniana ora är en spindelart som beskrevs av Seo 1992. Bassaniana ora ingår i släktet Bassaniana och familjen krabbspindlar. Inga underarter finns listade.